# Монако назавжди
«Монако назавжди» (англ. Monaco forever) — комедійний фільм 1984 року, одна з перших яскравих епізодичних ролей Жана-Клода Ван Дамма в кіно.

## Сюжет
Американський злодій Майкл, який спеціалізується на крадіжках дорогоцінностей, подорожує Рив'єрою і планує пограбувати ювелірний магазин в Монако. На шляху йому зустрічаються екстравагантні і дивні особистості: молодий гей-каратист (Жан-Клод Ван Дамм), дві легковажні молоді жінки легкої поведінки, багата жінка-нацистка.

## У ролях
- Жан-Клод Ван Дамм — каратист-гей
- Сідні Лессік — американський турист